# Ацетат таллия(I)
Ацетат таллия(I) — органическое соединение, соль металла таллия и уксусной кислоты с формулой CH3COOTl, чрезвычайно токсичная. Бесцветные кристаллы, растворимые в воде и спирте.

## Получение
- Действием уксусной кислоты на оксид, гидроксид или карбонат таллия(I):

{\displaystyle {\mathsf {Tl_{2}O+2CH_{3}COOH\ {\xrightarrow {}}\ 2CH_{3}COOTl+H_{2}O}}}
{\displaystyle {\mathsf {TlOH+CH_{3}COOH\ {\xrightarrow {}}\ CH_{3}COOTl+H_{2}O}}}
{\displaystyle {\mathsf {Tl_{2}CO_{3}+2CH_{3}COOH\ {\xrightarrow {}}\ 2CH_{3}COOTl+CO_{2}\uparrow +H_{2}O}}}

## Физические свойства
Ацетат таллия(I) образует бесцветные кристаллы, растворимые в воде и спирте.

## Химические свойства
- Разлагается концентрированной серной кислотой:

{\displaystyle {\mathsf {CH_{3}COOTl+H_{2}SO_{4}\ {\xrightarrow {}}\ TlHSO_{4}+CH_{3}COOH}}}

## Применение
- Используется в микробиологии как селективная среда для роста.
- В производстве средств для удаления волос.
- В составе яда для грызунов.

## Токсичность
Ацетат таллия(I) C2H3O2Tl ядовит. Сильнейший органический яд. Таллий и его соединения (в том числе, таллийорганические) также крайне токсичны.